# 木下祐久
木下 祐久（きのした すけひさ）は、戦国時代から安土桃山時代にかけての武将。通称は助左衛門尉。入道して「助休」と号する。

## 生涯

### 秀吉の奉行
尾張国の住民で織田信長の家臣。織田家中で祐久は主に奉行として用いられた。木下秀吉の与力であり、秀吉の昇進に従ってその代官として政務に当たる様子が見える。永禄12年（1569年）11月から12月にかけて山城法金剛院の寺領の安堵、元亀3年（1572年）6月には大徳寺からの租税に関しての仕事に従事している。
天正元年（1573年）8月、朝倉氏を滅ぼした信長は羽柴（木下改め）秀吉・明智光秀・滝川一益の3名を越前仕置きの為に派遣したが、仕置きを済ませた3人が越前を去ると織田家の代官として北ノ庄にとどめ置かれたのが祐久・三沢秀次・津田元嘉の3名であった。3名はそれぞれ仕置きを担当した羽柴・明智・滝川の代官であり、祐久は前述のように秀吉の代官として越前に残った。
当時、越前の守護代には桂田長俊（前波吉継）が任じられていたが、越前の政務の実態は信長の朱印状に基づいて北ノ庄の3人の代官が政務を執行しており、寺領の安堵や年貢・諸公事を収納する事の認可を3代官の連署で許可していたりと、越前支配の実権は3代官が掌握していた。
また、祐久は単独で書状を出す機会もあり、天正元年（1573年）11月4日付け書状では劔神社に対して社領・末社領・社家領を安堵し、臨時の課役を免除する御朱印が出されているにもかかわらず、これに背く動きがあったとして、桂田長俊へも説明した事を通達し、信長の御朱印が出た以上は疎かにする事が無いよう命令している。同年12月2日には信長から諸役免除の黒印状が出ている地域で徴税を行おうとしたものが存在したため、更に諸役免除のことを書状で確認した。
こうした祐久ら代官たちが越前支配の実権を持っているという事情もあり、天正2年（1574年）1月に越前一向一揆が勃発した際には名目上の守護代であった桂田を討ち果たした富田長繁ら一揆勢は次の標的として北ノ庄の3代官の命を狙った。北ノ庄を包囲された祐久らは絶体絶命の危機に立たされたが、安居景健、朝倉景胤らの説得によってどうにか一揆勢と和睦する事ができ、3代官は北ノ庄を明け渡すと京都へと逃げ帰った。
天正6年（1580年）4月、魚住隼人正と共に加賀に入って情勢を視察し、任を終えるとそれを労われ、信長からは服を、柴田勝家からは馬を与えられている。

### 本能寺の変後
天正10年（1582年）の本能寺の変後は秀吉に属す。天正11年（1583年）に秀吉が柴田勝家と対立した際には秀吉に従って出陣し、3月11日に美濃口に着陣。その後の賤ヶ岳の戦い本戦にも秀吉隊に属して戦い、北ノ庄城の戦いにも従軍した。
同年5月8日付の小早川隆景宛ての書状には、「木下助左衛門入道助休」との署名があるため、岡田正人は、この頃剃髪したと推測している（『小早川家文書』）。この時期、但馬国木崎城主。
天正12年（1584年）の小牧・長久手の戦いにも参陣。中入り部隊に於ける羽柴信吉（後の豊臣秀次）が大将を務める第4軍に目付として付けられ三河を目指した。しかし、4月9日に白山林（名古屋市守山区・尾張旭市）で休息していた際に、後方から水野忠重・丹羽氏次・大須賀康高勢、側面から榊原康政勢の一斉攻撃に見舞われ信吉の隊は壊滅。祐久は敗走する際に徳川軍の追撃に捕捉され討たれた。

## 杉原定利との関係
「助左衛門」の名乗りから杉原定利と同一人物という説もあるが『木下家譜』にある定利の経歴と実際の祐久の経歴は通称以外は入道号や没年など合致しない点が多く現状では確証に足らない。